# Radosław Ratajszczak
Radosław Ratajszczak (ur. 9 marca 1957 w Myśliborzu) – polski biolog, dyrektor ogrodu zoologicznego we Wrocławiu w latach 2007-2022.

## Życiorys
Syn leśnika. Dzieciństwo spędził w Poznaniu, gdzie w 1976 roku zdał maturę w I LO im. Karola Marcinkowskiego, a następnie został absolwentem biologii na Uniwersytecie im. Adama Mickiewicza. Od 1981 do 2006 pracował w poznańskim Zoo, gdzie 12 ostatnich lat był wicedyrektorem. W styczniu 2007 został dyrektorem Ogrodu Zoologicznego we Wrocławiu, który w 2010 roku przekształcił się w spółkę, w związku z czym Ratajszczak został prezesem tej spółki.
Z końcem lutego 2022 r. przestał być prezesem wrocławskiego ogrodu, w związku z podjęciem pracy w wietnamskim Parku Narodowym Cúc Phương, gdzie objął stanowisko dyrektora programu ochrony naczelnych.
Jest autorem książek popularyzujących zwierzęta, m.in. "Najdziwniejsze zwierzęta" (Publicat, 2005, Poznań), "100 niezwykłych zwierząt świata" (Publicat, 2005, Poznań) oraz tłumaczem książek o analogicznej tematyce  z języka angielskiego.
Jako naukowiec badał m.in. bociana białego.

## Odznaczenia
- Złota Odznaka Honorowa Zasłużony dla Województwa Dolnośląskiego (2024)[11]